# سندرم کویین بی

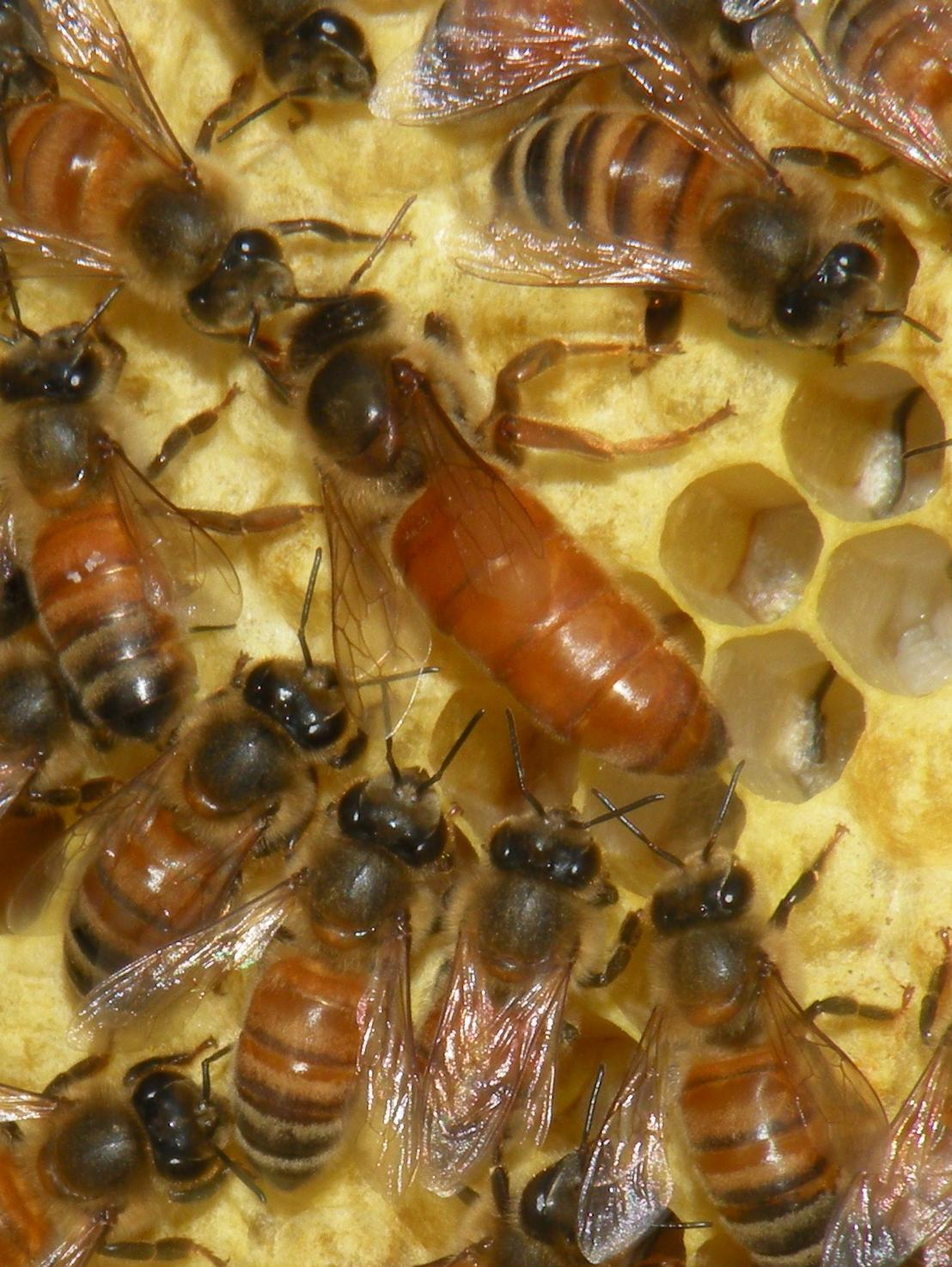
ملکه زنبور و کارگران در لانه

نشانگان ملکه زنبور عسل (به انگلیسی: Queen bee syndrome)، نخستین بار در سال ۱۹۷۳ توسط (G.L. Staines, T.E.) تعریف شد. Jayaratne، و C. Tavris. او زنی در مقام اقتدار را مورد بحث قرار می‌دهد که در میان زیر دستان خود، در رفتارش با زنان سخت‌گیری بیشتری نسبت به مردان روا می‌دارد و انتقاد بیشتری می‌کند. این پدیده توسط مطالعات متعددی ثبت شده‌است. در یکی دیگر از مطالعات، دانشمندان دانشگاه تورنتو حدس زدند که سندرم ملکه زنبور عسل می‌تواند دلیل این امر باشد که زنان کار با مدیران زن را پر دغدغه‌تر حس می‌کنند؛ هیچ تفاوتی در سطح استرس برای کارگران مرد دیده نشد. یک تعریف متناوب، هرچند نزدیک به هم، تعریف یک زنبور ملکه را به عنوان کسی که در زندگی حرفه‌ای خود موفق بوده‌است، توصیف می‌کند، اما خودداری می‌کند که به دیگر زنان هم کمک کند. [۵]
نشانگان ملکه زنبور عسل به پدیده‌ای اشاره دارد که طی آن مدیران زن در سازمان‌هایی که اکثر پست‌های بالای سازمانی را مردان تصدی کرده‌اند، خود را از زنان دیگر جدا کرده و مانع پیشرفت آنان می‌شوند به عبارت دیگر این موضوع در مورد زنانی است که در سازمان های مردانه به سمت های مدیریتی رسیده‌اند، اما فعالانه از زنان دیگر برای کسب موفقیت، پشتیبانی نکرده یا حتی مانع موفقیت آن ها می شوند..